# Црква Светог Јована Крститеља у Црној Бари
Црква Светог Јована Крститеља у Црној Бари, насељеном месту на територији општине Алексинац, припада Епархији нишкој Српске православне цркве.
Црква посвећена Светом Јовану Крститељу саграђена је 1990. године, трудом свештеника Горана Радивојевића. Црква подигнута на месту старијег храма који је био саграђен од блата. Према летопису 1998. године је завршен иконостас. Антиминс је из 1997. године, освећен од стране епископа нишког Иринеја.